# 謝安琪演唱會列表
本列表列出謝安琪歷年來舉行過的演唱會及音樂會，以及曾擔任演唱會及音樂會的嘉賓。

## 概述
謝安琪自2005年出道至今，已從香港及其他國家及地區舉行過多場演唱會或音樂會，及擔任表演嘉賓。首次紅館個人演唱會於2009年5月舉行，當時謝安琪憑大碟《Binary》及歌曲《囍帖街》成為香港炙手可熱的新晉「天后」，環球公司方面即安排謝安琪舉行演唱會，名為《好多謝安琪吶喊演唱會2009》，最先只開3場，後來由於門票搶購熱烈，最終加開至7場，演唱會主題曲為《吶喊》。演唱會並以三面台舉行，並請到陳奕迅、譚詠麟及汪明荃等樂壇重量級人馬擔任嘉賓。
謝安琪在2012年舉行第二次紅館個唱，名為《你們的幸福演唱會》，由於當時謝安琪與所屬唱片公司環球唱片鬧不和，公司方面並沒有投放資源為謝安琪宣傳，因此大部份細節均由謝安琪的團隊親自完成，最終在缺乏造勢下，於1月13日及14日舉行了兩場演唱會。
嘉賓方面，謝安琪早於2008年便曾任方大同及張敬軒演唱會嘉賓，而最令人矚目的是在2012年美國加州洛杉磯舉行的《珍愛沉默的眼淚 LOVING THE SILENT TEARS》音樂劇，謝安琪擔任表演嘉賓時一鳴驚人，以極高水準完成表演，獲傳媒及樂迷一致讚賞。

## 演唱會及音樂會

### 2006年
- 10月21日：正東唱片成立十周年《10x10我至愛演唱會》（紅館）

### 2007年
- 1月5日：《謝安琪第一天Live暫別音樂會》（九龍灣國際展貿中心演講廳）
- 9月12日：《Nokia 愛樂·享樂 903飛馳中的音樂會》（香港會議展覽中心 Hall 3）

### 2008年
- 3月27日：《Nokia我系音樂會》（香港會議展覽中心 Hall 3）
- 5月4日：《903 idclub 08拉闊第一場》——陳奕迅、方大同、謝安琪、EO2（亞洲國際博覽館Arena）[1]。
- 7月30日：《903 idclub 08拉闊變奏廳 - 變奏第三場》（九龍灣國際展貿中心Rotunda 2）
- 9月10日：《4Ever Green新城唱好音樂會》（香港會議展覽中心Hall 3）
- 12月19日：《新城Merry Blue Christmas音樂會》（香港會議展覽中心Hall 3）

### 2009年
- 5月8日至10日、13日至16日 七場三面台：《好多謝安琪吶喊演唱會2009》（紅磡香港體育館）
- 8月15日 ：《謝安琪呐喊廣州演唱會2009》（廣州體育館）
- 8月16日 ：《Summer Pop Live 2009》（亞洲國際博覽館Arena）
- 8月20日 ：《新城十八星光綻放音樂會》（香港會議展覽中心Hall 5B）
- 8月25日 ：《周大福鉑金巨星夜Perfect Moment 2009》（香港會議展覽中心Hall 5BC）
- 11月17日：《明周演藝動力音樂會》（香港會議展覽中心Hall 5BC）
- 11月20日：《麥當勞愛心童樂日2009音樂會》（香港會議展覽中心Hall 5BC）
- 11月22日：《新城謝安琪 x Mr. + Swing = 歌友會》（香港會議展覽中心Hall 5BC）
- 12月2日 ：《Uni-Power合唱造大力量》音樂會（亞洲國際博覽館Arena）
- 12月5日 ：《好多謝安琪呐喊演唱會2009澳門站》（澳門金光綜藝館）

### 2010年
- 1月14日 ：《謝安琪Slowness大學巡迴mini live》（首站）（香港大學）
- 1月15日 ：《謝安琪Slowness大學巡迴mini live》（第二站）（香港理工大學）
- 1月18日 ：《謝安琪Slowness大學巡迴mini live》（第三站）（香港浸會大學）
- 1月21日 ：《謝安琪Slowness大學巡迴mini live》（第四站）（香港中文大學）
- 1月25日 ：《謝安琪Slowness大學巡迴mini live》（第五站）（香港樹仁大學）
- 1月25日 ：《謝安琪Slowness大學巡迴mini live》（第六站）（香港城市大學）
- 2月8日  ：《謝安琪Slowness大學巡迴mini live》（第七站）（香港科技大學）
- 2月8日  ：《謝安琪Slowness大學巡迴mini live》（第八站）（香港教育學院）
- 3月17日 ：《2009-2010年度獅子會『獅心·童心』慈善演唱會》（香港會議展覽中心Hall 5BC）
- 8月20日 ：《新城邁向20聲光綻放音樂會》（香港會議展覽中心Hall 5BC）
- 9月29日 ：《亞運有我 群星演唱會》（廣州體育館）
- 9月30日 ：《Listne謝安琪、孫耀威慈善聽唱會2010》（新伊館）
- 10月22日 ：《YouTube Music Day！》（九龍灣國際展貿中心）
- 11月6日 ：《新城Love And City》音樂會（亞洲國際博覽館Arena）
- 11月7日 ：《Earth Reborn 謝安琪黃昏音樂會》（馬灣公園挪亞方舟）
- 11月12日 ：《海邊的卡夫卡》音樂會（台灣）
- 11月13日 ：《徐匯中學》在台復校47週年校慶音樂會（台灣徐匯中學）
- 11月20日 ：《麥當勞愛心童樂日2010音樂會》（香港會議展覽中心Hall 5BC）
- 12月4日：《謝安琪 & Mr.真音樂Live Show》（廣州中山大學）

### 2011年
- 1月16日 ：《謝安琪第二個家聆聽會》（北京愚公移山）
- 3月11日 ：《謝安琪。我歌故我在台北演唱會》（台北Legacy Taipei 傳 音樂展演空間）
- 4月23日 ：《謝安琪100分鐘Live音樂》（佛山嶺南明珠體育館）
- 5月10日 ：《謝安琪第二個家音樂分享會暨『華西生活週報』讀者見面會》（成都）
- 5月14日 ：《Windows 7 Simplify Your Life音樂會》（九龍灣國際展貿中心）
- 5月24日 ：《903id club拉闊音樂會 ●謝安琪 x RubberBand x 蘇永康●》（香港會議展覽中心Hall 3）
- 6月11日 ：《第二個家謝安琪上海演唱會》（上海商城劇院）
- 8月18日 ：《新城20聲光綻放音樂會》（香港會議展覽中心Hall 5BC）
- 9月30日 ：《謝安琪 Moov Live 2011》（兆基創意書院多媒體劇場）
- 11月4日 ：《2011謝安琪M-PARTY歌友會個人歌友會》（廣州陵園西路廣聯禮堂）

### 2012年
- 1月13日至14日：《謝安琪2012你們的幸福演唱會》（紅磡香港體育館）
- 3月3日: 「仁愛堂100% Green Live 音樂會」
- 4月7日: 「Logitech UE x 謝安琪 Unplugged 音樂會」
- 7月14日：《谢安琪近距離巡迴音樂會》（新會站）
- 7月21日：《谢安琪近距離巡迴音樂會》（惠州站）
- 7月28日：《谢安琪近距離巡迴音樂會》（湛江站）
- 8月18日：無綫音樂匯《谢安琪X黃家強 搖滾再出發 拉闊歌友會》
- 8月25日：《谢安琪近距離巡迴音樂會》（東莞站）
- 9月9日：《谢安琪近距離巡迴音樂會》（汕頭站）
- 12月14日：《谢安琪近距離巡迴音樂會》（雲浮站）
- 12月30日：《谢安琪近距離巡迴音樂會》（韶關站）

### 2014年
- 2月8日：[眼淚的名字]搶聽會 （高雄藍色狂想音樂美食Bluefantasy）
- 2月9日：[眼淚的名字]搶聽會 （台北EZ5 Livehouse）
- 3月22日：《眼淚的名字 台北演唱會》（台北 ATT show box）
- 9月27日：《謝安琪 X goldEN 二元對立音樂實驗場》（麥花臣場館）
- 10月4日：《謝安琪北美演唱會》（Reno Tuscany Events Center）

### 2015年
- 4月4日：《超酷春日 巨星登場 之 謝安琪音樂會》（澳門銀河）
- 10月10日：《拾回 謝安琪 數愛世界巡迴演唱會2015-2016》（澳門站 – 金光綜藝館）

### 2016年
- 4月15日至16日：《拾回 謝安琪 數愛世界巡迴演唱會2015-2016》（香港站 – 紅磡香港體育館）

### 2019年
- 10月9日至12日：《FILA Presents: kay...isn’t me. an Urban Fantansy Live 2019》（紅磡香港體育館）

### 2021年
- 12月29日 ：《Moov Live 謝安琪》（香港會議展覽中心 Hall 5BC）

### 2022年
- 8月13-14日 ：《覺醒音樂 方皓玟 x 謝安琪》（亞洲國際博覽館 Arena）

### 2025年
- 6月14日：《張繼聰x謝安琪「The Duality 一念雙生」演唱會》（百老匯舞台）

### 2026年
- 9月日至日：《二十週年世界巡迴演唱會 2025-2026》（香港站–紅磡香港體育館）

## 嘉賓

### 2008年
- 《方大同未來演唱會2008》（香港國際展貿中心Star Hall）
- 《酷愛張敬軒演唱會》（紅館）

### 2009年
- 《MY FM Show Power頒獎禮造勢音樂會》（馬來西亞雲頂雲星劇場）
- 《星光維港音樂會》（歌詩達經典號）

### 2010年
- 《孫燕姿答案是…世界巡迴演唱會》（香港站）（紅館）
- 《弦續生命色彩賈思樂30周年慈善音樂會Part 2》（新伊館）
- 《區瑞強民歌傳明愛慈善演唱會》（香港理工大學賽馬會綜藝館）
- 《香港女童軍禁毒大匯演》（紅館）
- 《殿堂巨星音樂演唱會─劉詩昆與他的朋友們》（紅館）
- 《殿堂巨星音樂演唱會─鄧麗君交響夢》（新伊館）
- 《耆英饑饉８小時音樂會》（新伊館）
- 《慶祝香港回歸祖國13週年「大型民族交響音畫─泰山」》（紅館）
- 《上海世博香港周開幕禮》（上海世博香港館）
- 《有線17周年呈獻:譚詠麟X Mr.音樂嘉年華》（香港國際展貿中心演講廳）
- 《劉德華「Unforgettable」演唱會》（紅館）

### 2011年
- 《叱咤樂壇周國賢「My Mass Landing」音樂會》（九展）
- 《鄭伊健Beautiful Day 2011演唱會》（紅館）
- 《趙增熹分子音樂盛宴》（香港國際展貿中心Star Hall）
- 《亞運經典大回放》（廣州海心沙）
- 《988Love力全開音樂會》（馬來西亞雲頂雲星劇場）
- 《Tokyo Girls Collection時尚盛典》（北京五棵松體育館）
- 《五四青年大匯演2011》（香港會議展覽中心）
- 《鄭伊健Beautiful Day 2011 World Tour（US）》（Cache Creek Casino Resort）
- 《鄭伊健Beautiful Day 2011 World Tour（澳門站）》（澳門金光綜藝館）

### 2012年
- 《2012年中央電視台央視網絡春晚》（北京）
- 2月14日:《Concert YY 黃偉文作品展》（紅館）
- 3月18日:「2012 FitMind Walkathon 慈善行」
- 3月24日: 《上海TGC時尚盛典》
- 3月31日: 地球一小時2012
- 3月31日: 谢安琪 x 青協香港旋律 Hong kong melody makers, 國際無伴奏音樂盛典
- 4月6日: 「大專音樂聯會 大專聯校歌唱比賽 2012」
- 5月20日: 「北京樂谷音樂季」
- 7月13日: 「華語音樂傳媒大獎 2012音樂方舟 群星演唱會」
- 10月27日:《珍愛沉默的眼淚 LOVING THE SILENT TEARS》音樂劇 (Shrine Auditorium, Los Angeles, CA, USA 美國加州洛杉磯 聖殿劇院)
- 11月30日 - 12月5日：《東方表行呈獻：顧嘉煇大師經典演唱會》（紅館）

### 2013年
- 1月28日:《A Time 4 You 林峯演唱會2013》（紅館）
- 12月7日:《廣東2013廣場音樂節愛粵愛樂——情歌專場演唱會暨閉幕式》（廣州花城廣場）

### 2014年
- 5月20日:伍庭發教育基金呈獻:《給世界一個微笑 - 伍庭發紀念音樂會 謝安琪交響夜》（九展）

### 2015年
- 5月2日:《許志安 Come On 演唱會2015》（紅館）
- 6月15日:《林俊傑〈時：線 新地球〉世界巡迴演唱會 – 香港》（紅館）
- 8月30日:《新城邁向25聲光綻放音樂會》（會展）

### 2019年
- 7月16日:《#FOLLOWMi 鄭秀文世界巡迴演唱會》（紅館）

### 2023年
- 8月3日:《KEUNG TO：「WAVES」 IN MY SIGHT SOLO CONCERT 2023》（亞博 Arena）

### 2025年
- 7月25日:《陳慧琳Season 2 萬人結界演唱會》（紅館）

註:不包括任何電視台所製作的節目